# Museum Tegernseer Tal

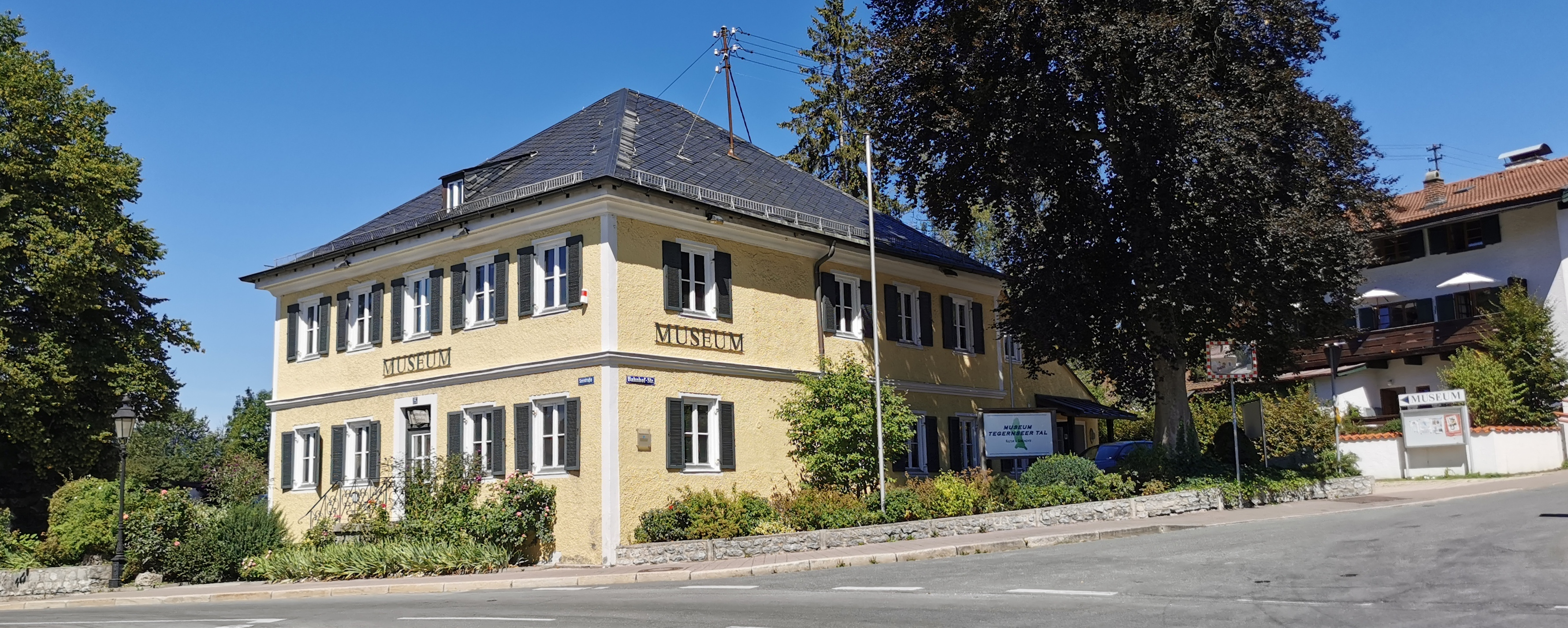
Außenansicht

Das Museum Tegernseer Tal ist das Heimatmuseum der oberbayerischen Stadt Tegernsee.

## Geschichte
Es ist seit 1999 im Alten Pfarrhof in der Seestraße 17 untergebracht. In 17 Räumen befinden sich etwa 850 Exponate, die die Zeit vom 14. Jahrhundert bis in die Gegenwart abdecken.
Schwerpunkte bilden Artefakte des Benediktinerklosters Tegernsee (746–1803), darunter Bücher, Porträts der Äbte, Altartafeln; dann der bäuerlichen Kultur und des Alltagslebens des 18. bis 20. Jahrhunderts sowie des örtlichen Handwerks.

## Abbildungen

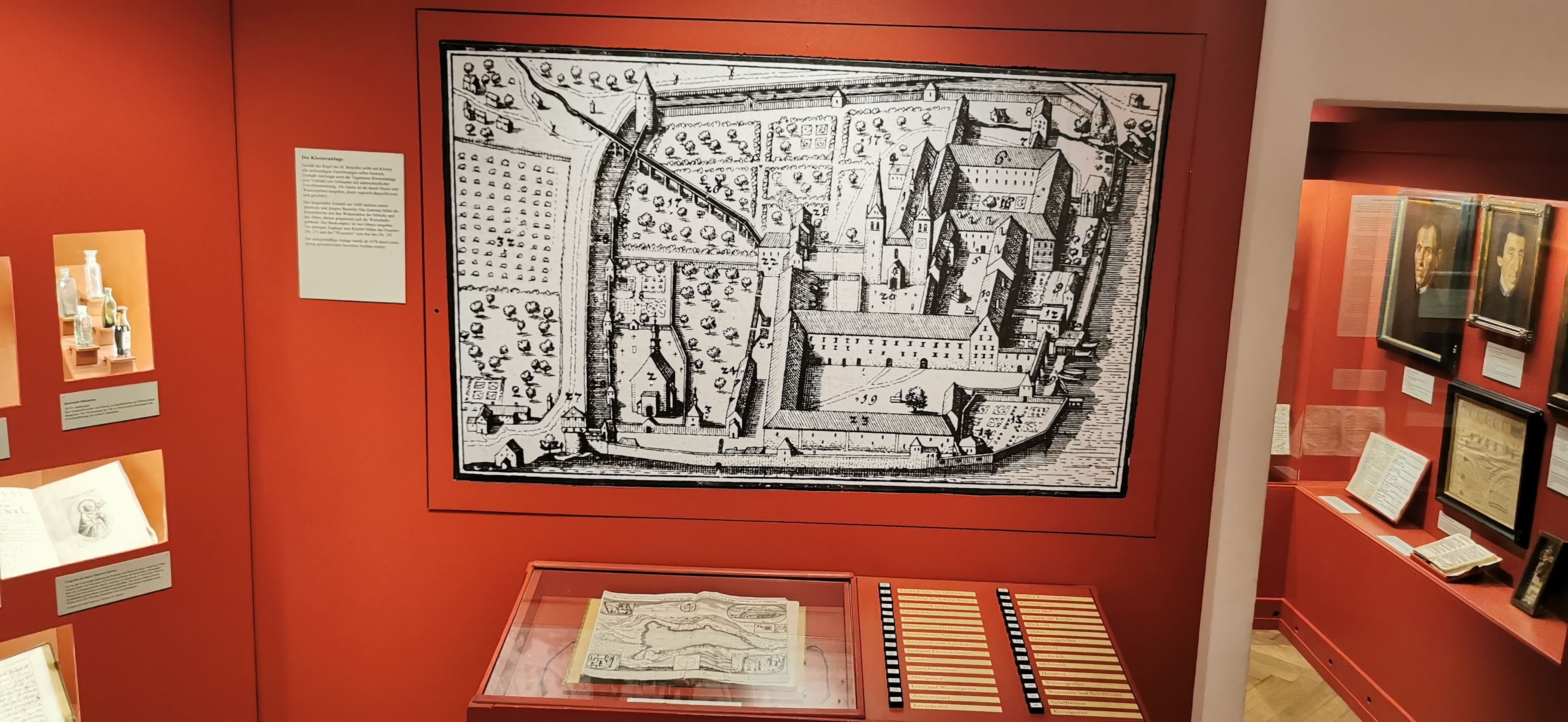
Geschichte des Klosters in Tegernsee
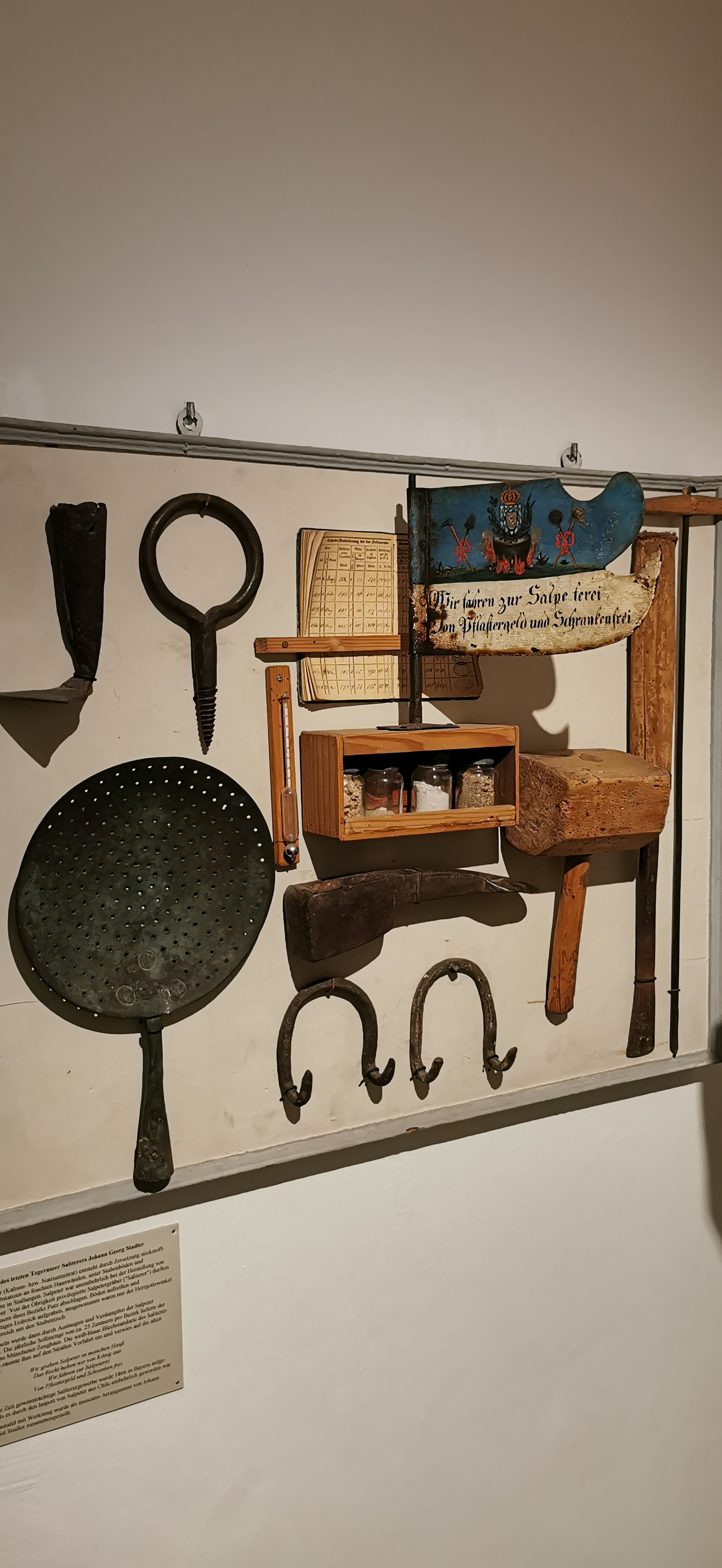
Werkzeuge des letzten Tegernseer Saliteres
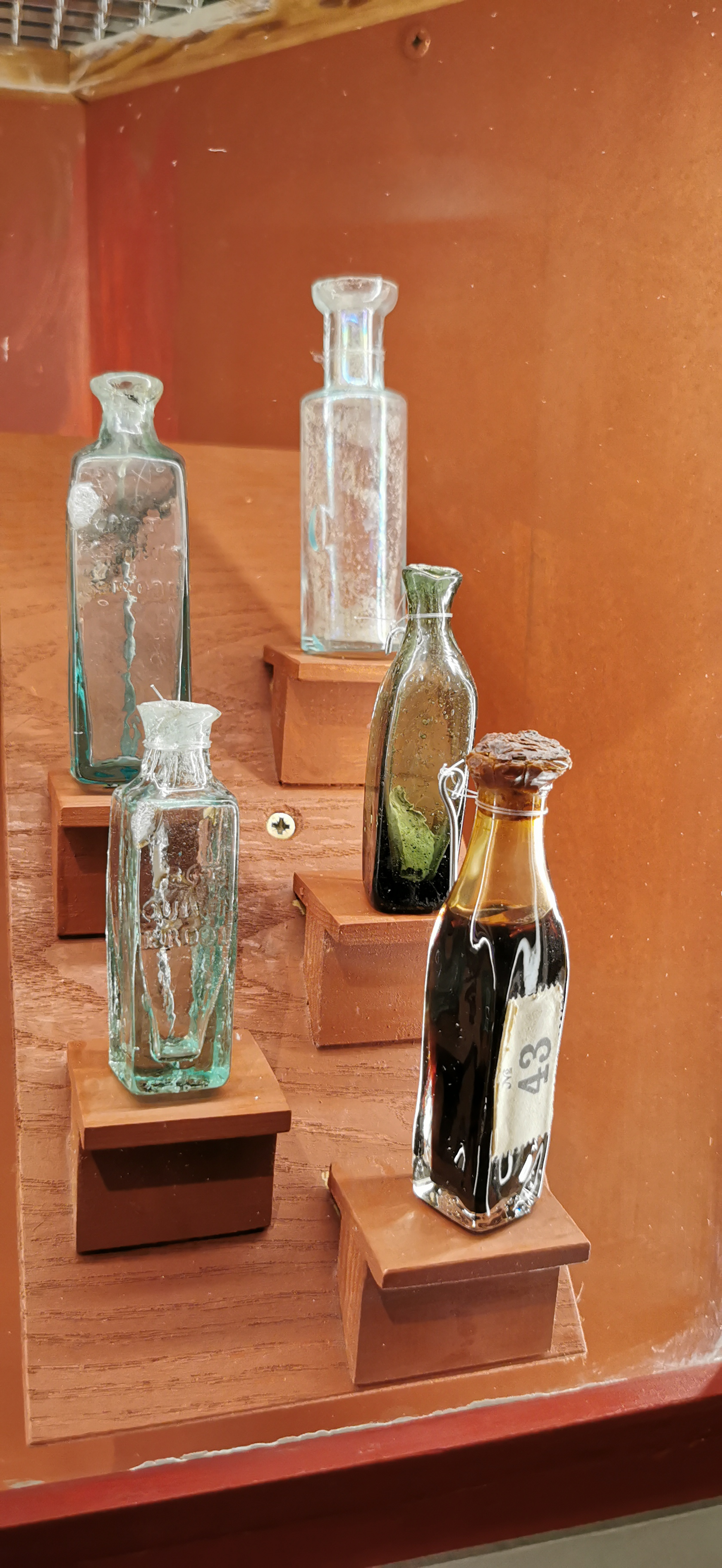
Quirinusöl-Fläschchen
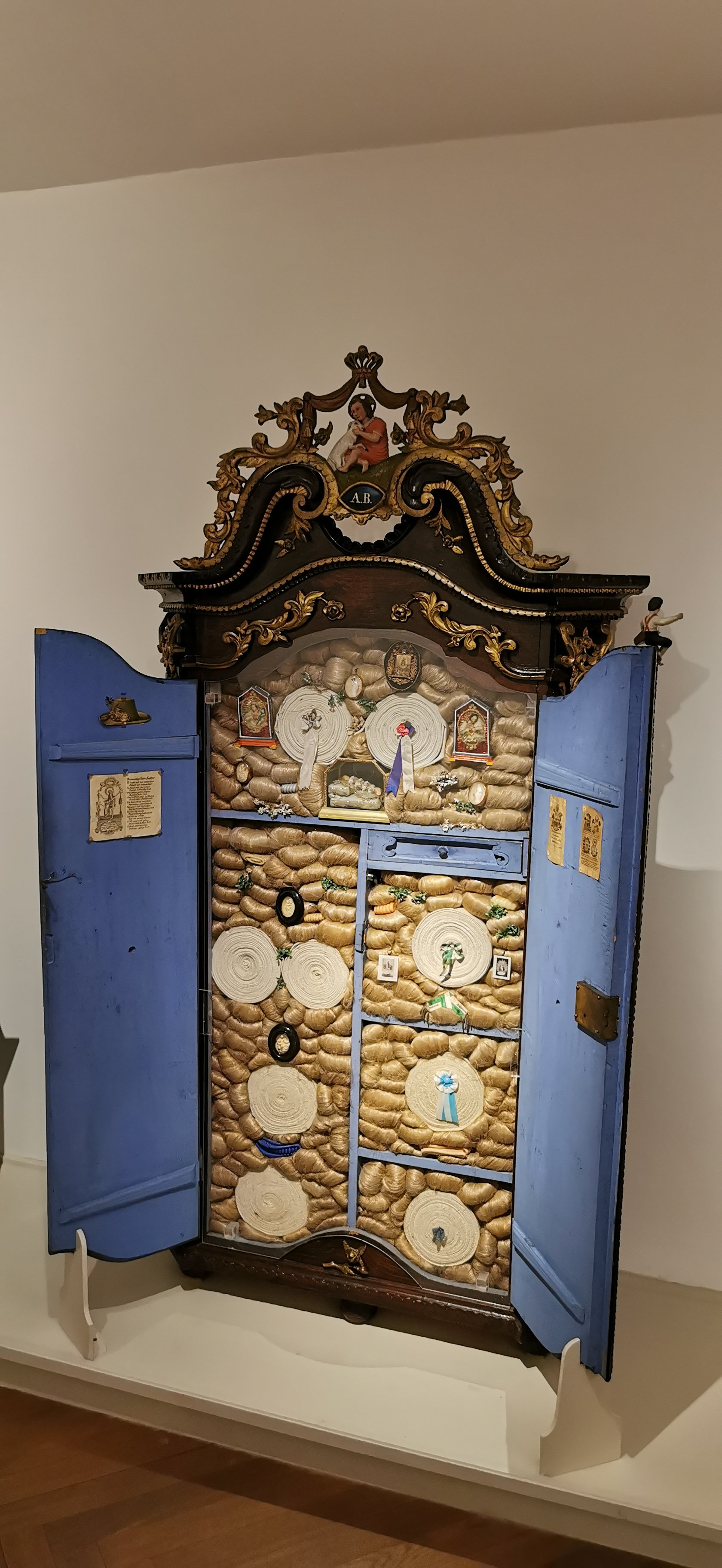
Schrank mit Garn als Aussteuer